# مارتین دوکتور
مارتین دوکتور (انگلیسی: Martin Doktor؛ زادهٔ ۲۱ مهٔ ۱۹۷۴) قایقران اهل جمهوری چک بود.